# Oswald Pohl
Oswald Pohl (Duisburgo, en Renania; 30 de junio de 1892-Landsberg am Lech, Baviera; 7 de junio de 1951) fue un militar alemán y líder nazi, miembro destacado de la SS en donde alcanzó el rango de Obergruppenführer. Fue parte importante del Holocausto durante la Segunda Guerra Mundial y fue ejecutado por crímenes contra la humanidad. Como cabeza del SS Main Economic y Administrative Office y el principal administrador de los campos de concentración nazis, fue una figura clave en la Solución Final, el genocidio de los Judíos Europeos. Después de la guerra, Pohl anduvo huyendo siendo aprehendido en 1946. Fue juzgado en 1947, siendo acusado de crímenes contra la humanidad y sentenciado a muerte. Después de repetidas apelaciones de su caso, fue ejecutado mediante ahorcamiento en 1951.

## Inicios en el nazismo
En 1912 se alistó en la marina de guerra alemana. Participó en la Primera Guerra Mundial, destinado fundamentalmente en el Báltico en funciones de Pagador de sueldos desde el 1 de abril de 1912, razón por lo cual era considerado Funcionario administrativo y no como oficial, lo que le permitió afiliarse desde agosto de 1926 al Partido Nazi con el número de ficha 30 842, fue protegido por Heinrich Himmler para alcanzar puestos de relevancia en la seguridad nacional. Estuvo en la Marina hasta el 31 de enero de 1934.

## Participación en el Holocausto

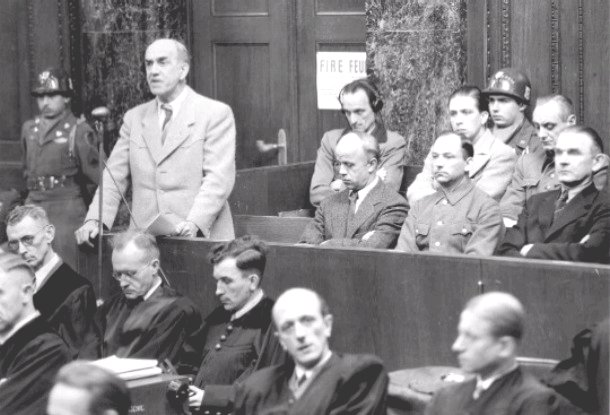
Oswald Pohl, en pie, durante los Juicios de Núremberg.

En 1934 ingresó a la SS, con el número de ficha 147 614; fue nombrado Standartenführer de la SS y Jefe de la Sección IV del Staff del SS Reichsführer y Jefe de la Administración Central de las SS. Desde el mes de septiembre de 1939, fue titular del cargo de Director de la Oficina Central de Economía y Administración de las SS, o WVHA por sus siglas en alemán. Fue quien se encargó de dirigir la recuperación de los bienes con valor económico confiscados a los judíos que eran asesinados en los campos de concentración y colaboró con Hans Kammler en la organización de los campos. Esta oficina controló unas treinta fábricas a cargo de las SS: por ejemplo, las Fábricas de Equipamiento alemán en Dachau y Oranienburg, las Fábricas de Piedra y Tierra de Oranienburg donde se producía armamento. Alcanzó la jerarquía de SS Obergruppenführer el 20 de abril de 1942. 
Al final de la Segunda Guerra Mundial, se escondió con su familia en Halfing, cerca de Rosenheim, en Baviera. Detenido el 27 de mayo de 1947, cuando trabajaba como campesino en una granja bajo el nombre de "Ludwig Gniss" y trasladado a Bremen, por investigadores militares británicos. Fue entregado a las autoridades norteamericanas para ser presentado y procesado en Núremberg por crímenes de guerra, crímenes contra la humanidad y pertenencia a una organización criminal en el Juicio del Caso "WVHA", siendo condenado a muerte por un Tribunal Militar estadounidense el 3 de noviembre de 1947. Se rechazó su solicitud de clemencia el 31 de enero de 1951 y fue ejecutado el 7 de junio de 1951 en la prisión de Landsberg am Lech.